# Life’s a Riot with Spy vs Spy
Life’s a Riot with Spy vs Spy — дебютный студийный альбом английского фолк-рок музыканта Билли Брэгга, изданный в мае 1983 года на лейблах Utility, Go! Discs и Cooking Vinyl.
Альбом достиг 30-го места в британском хит-параде UK Albums Chart.

## История
Название альбома отсылает к псевдониму Брэгга «Шпион против шпиона» (Spy vs Spy), который он использовал, когда выступал на улице до начала своей звукозаписывающей карьеры, и который, в свою очередь, происходит от одноименной полосы в журнале Mad.

## Отзывы
| Оценки критиков               | Оценки критиков |
| Источник                      | Оценка          |
| ----------------------------- | --------------- |
| AllMusic                      | [ 3 ]           |
| Entertainment Weekly          | A−              |
| Mojo                          | [ 5 ]           |
| Q                             | [ 6 ]           |
| Record Collector              | [ 7 ]           |
| Record Mirror                 | [ 8 ]           |
| Rolling Stone                 | [ 9 ]           |
| Sounds                        | [ 10 ]          |
| Spin Alternative Record Guide | 7/10            |
| Uncut                         | 7/10            |

Альбом получил положительные отзывы музыкальной критики и интернет-изданий.
Марк Деминг из AllMusic отметил, что первый записанный альбом Брэгга «…почти такое же сильное заявление о цели, как и дебютник Clash с собственным названием. Life’s a Riot with Spy vs Spy запечатлел Брэгга в грубой, но неизгладимой форме: страстное рычание его голоса, шумный рапорт его электрогитары, толкание и тяга между политикой мелких партий и взглядом обычного парня на мир — все было на месте, и во многих отношениях эти семь песен задали шаблон для первого акта карьеры Брэгга, а многое из того, что последовало за ними, по сути, было вариациями на эту тему».
Альбом занял 3-е место в списке «Альбомов года» за 1983 год по версии NME; тридцать лет спустя журнал поставил его на 440-е место в списке «500 величайших альбомов всех времен».
Spin писал, что альбом, «вероятно, полностью запустит Брэгга в и без того дружелюбное море радио колледжей, а может быть, и дальше. Он заслуживает того, чтобы его послушали, но он не возглавит „фолк-возрождение“, о котором вы читали вчера или три года назад».

## Список композиций
Все треки написаны Билли Брэггом, кроме указанных.
1. «The Milkman of Human Kindness» — 2:49
2. «To Have and to Have Not» — 2:33
3. «Richard» — 2:51
4. «A New England» — 2:14
5. «The Man in the Iron Mask» — 2:13
6. «The Busy Girl Buys Beauty» — 1:58
7. «Lovers Town Revisited» — 1:19

Additional tracks on 2006 reissue
1. «Strange Things Happen» (альтернативная версия) — 3:19
2. «The Cloth I» — 2:50
3. «Love Lives Here» — 1:42
4. «Speedway Hero» — 2:39
5. «Loving You Too Long» — 2:51
6. «The Guitar Says Sorry» (альтернативная версия) — 2:14
7. «Love Gets Dangerous» (альтернативная версия) — 2:32
8. «The Cloth II» — 2:47
9. «The Man in the Iron Mask» (альтернативная версия) — 2:17
10. «A13, Trunk Road to the Sea» (музыка Bobby Troup, слова Брэгга) — 2:27
11. «Fear Is a Man’s Best Friend» (Джон Кейл) — 2:32

Дополнительные треки (live) в переиздании 2013 года
1. «Intro»
2. «Lovers Town Revisited»
3. «To Have and to Have Not»
4. «The Busy Girl Buys Beauty»
5. «The Man in the Iron Mask»
6. «Richard»
7. «The Milkman of Human Kindness»
8. «A New England»